# 勝楽寺 (大阪市)
勝楽寺（しょうらくじ）は大阪府大阪市北区大淀中にある黄檗宗の仏教寺院。

## 歴史
寺伝では聖徳太子の創建で、初めは正楽寺といい、後荒廃していたのを戦国大名三好長慶が再建したので長慶山とつけたといわれる。
延宝6年（1678年）嵯峨野の直指庵の僧竹嵓（ちくがん）が再建、正徳4年（1714年）勝楽寺に改名したという。

## 境内
- 木村家一族代々之墓　天明6年（1786年）4月建之

暁鐘成墓所　大阪市史跡顕彰碑　昭和46年（1971年）4月建立。曉鐘成は西区経町堀の造り醤油業和泉屋に生まれ木村弥四郎と称す。摂津名所図会大成等著わし、万延元年12月19日68歳にて没す。
- 羽間家代々墓

七代五郎兵衛重富は白河楽翁にぬきんでられた大阪の町人学者で寛政改暦を成し遂げ、贈従五位を賜はった。

## 交通
- 大阪環状線福島駅より、北西に徒歩11分